# Врбове
Врбо́ве (словац. Vrbové, нім. Vrbau, угор. Verbó) — місто в окрузі П'єштяни, Трнавський край, західна Словаччина. Населення — близько 6 200 мешканців.

## Географія
Місто розташоване на річці Голешка — правій притоці Дудвагу (басейн Дунаю), біля підніжжя Малих Карпат, у північно-східній частині Трнавського краю. Воно лежить за 10 км на захід — північний—захід від окресового центру, міста П'єштяни, за 29 км на північ — північний-схід від крайового центру, міста Трнава і за 70 км на північний схід від столиці країни — Братислави. Протікає Цінторінський потік; розташоване водосховище Черенець.

## Історія
Місто Врбове відносно древнє. Перша письмова згадка про нього датується 1332 роком. Врбове отримало права міста у 1437 році. В 1599 році воно було зруйновано турецькими військами. В ті часи місто було відоме своїм зерновим ринком, на якому торгівлю вели, головним чином, євреї, які становили більшу частину населення. В XX столітті в місті стрімко почала розвиватися торгівля, пошив одягу (трикотажні вироби), деревообробна промисловість.

## Населення
| Рік:            | 1994. | 2004.   | 2014.   | 2024.   |
| --------------- | ----- | ------- | ------- | ------- |
| Кількість осіб: | 6162  | 6300    | 6091    | 5554    |
| Різниця:        |       | +2,23 % | -3,31 % | -8,81 % |

| Рік:            | 2023. | 2024.   |
| --------------- | ----- | ------- |
| Кількість осіб: | 5597  | 5554    |
| Різниця:        |       | -0,76 % |

## Особистості
- Ян Балтазар Магін (нар. 6 січня 1681, Врбове — пом. 27 березня 1735, Дубниця-над-Вагом) — словацький поет і історик.
- Моріц Беньовський (нар. 20 вересня 1746, Врбове — пом. 23 травня 1786, Агонси, Мадагаскар) — словацький авантюрист, мандрівник, дослідник, колонізатор, письменник, король Мадагаскару.

## Визначні пам'ятки
- Костел Святого Мартіна
- Курія Беньовського
- Лютеранська кірха
- Монастир
- Синагога
- Падаюча вежа

## Міста-партнери
- Алстед, Німеччина
- Вітков, Чехія
- Спишське Підграддя, Словаччина

## Етимологія
Враховуючи правила перекладу зі словацької мови на українську, назву міста можна тлумачити як Вербове.